# 関東第一高等学校
関東第一高等学校（かんとうだいいちこうとうがっこう）は、東京都江戸川区松島二丁目にある私立高等学校。以前は男子校であったが、2004年に共学化した。通称は「関東一高」「関一」など。

## 概要
1925年、帝国書院の創設者である守屋荒美雄と初代校長の村上周三郎によって、関東商業学校として設立された。
開校当初からあった商業科、その後には電気科・機械科・建築科を擁する学校だったが、1973年に普通科設置とともに順次募集停止となり、2012年に工業科の募集を停止したことで、現在は普通科のみの学校となっている。
東京都の私立高校ではあるが、所在地の江戸川区が県境を挟んで、千葉県（浦安市・市川市・松戸市）と接していることもあり、同県からの通学者も多い。
校名に「第一」とあるが、「第二」以降にあたる関連校はない。「帝国第一工業学校」(旧制中等教育学校)時代に「帝国第二工業学校」が存在したが廃校となった。

### 設置課程
3学期制で普通科にハイパー・アドバンスト・アグレッシブ・スポーツの4コースがある。スポーツコースを除いた進学系の3コースは進級時に成績、進路、定員を勘案し、コース変更が可能としている。
- ハイパー- 進路目標は国公立大学・難関私立大学。2年次から文系・理系選択[3]。
- アドバンスト- 進路目標は難関私立大学。1年次は選抜クラスとAクラスに分かれる。2年次から文系・理系選択[3]。
- アグレッシブ- 進路目標は推薦入試・指定校推薦・AO入試を中心に中堅私立大学・短期大学・専門学校。文系のみ[3]。
- スポーツコース - 男子のみ。体育の授業8単位を週4日・午後に集中させ、各クラブの練習を行っている[3]。

※工業科（機械科・建築ビジュアル科）は2012年度より募集停止し、普通科（進学選抜コース）は2013年度より募集停止した。

## 沿革
- 1925年 - 守屋荒美雄・村上周三郎が関東商業学校を東京都千代田区神田錦町三丁目3番地に設立
- 1939年 - 江戸川区松島二丁目10番11号の現在地に移転
- 1939年 - 電気科設置
- 1943年 - 帝国第一工業学校と改称
- 1943年 - 機械科設置
- 1945年 - 関東第一商工学校と改称
- 1947年 - 関東第一中学校併設
- 1948年 - 学校制度の改正により関東総合高等学校と改称
- 1953年 - 関東商工高等学校と改称
- 1958年 - ブレザー型制服モデルチェンジ
- 1961年 - 円形校舎（現西館）落成
- 1965年 - 建築科設置
- 1969年 - 機械科総合実習館落成
- 1973年 - 商業科廃止、普通科設置
- 1973年 - 関東第一高等学校と改称
- 1977年 - 総合体育館落成
- 1981年 - 進学コース開設
- 1983年 - 南1号館（現東館）校舎落成
- 1985年 - 南2号館校舎落成
- 1984年 - 創立60周年記念式典
- 1988年 - 国土交通大臣指定自動車整備士養成施設（自動車整備コース）
- 1991年 - 大村記念館・船橋研修所設立
- 1994年 - 創立70周年記念式典
- 1995年 - 八千穂山荘落成
- 2001年 - 新館（現本館）落成
- 2003年 - 硬式野球部合宿所「貫行寮」新築
- 2004年 - 普通科共学開始、制服モデルチェンジ
- 2005年 - 特別進学コース開設
- 2006年 - 建築科を建築ビジュアル科に改称し共学開始、自動車整備コース募集停止
- 2007年 - 進学選抜コース開設
- 2009年 - 電気科募集停止
- 2010年 - 普通科コース改編（進学コース・普通コース募集停止、進学Aコース・進学Gコース開設）
- 2012年 - 機械科、建築ビジュアル科募集停止
- 2013年 - 進学選抜コース募集停止
- 2023年 - 円形校舎（現西館）建物解体、建物解体後に新校舎建築予定
- 2025年 - 新校舎完成予定
- 2025年 - コース名変更（特別進学コース→ハイパーコース、進学Aコース→アドバンストコース、進学Gコース→アグレッシブコース、スポーツコース→アスリートコース）

## 施設
校内の校庭はテニスコート4面分ほどの面積であるため、野球部のグラウンドと寮はおよそ20キロメートル遠方の千葉県白井市に位置し、サッカー部は私学事業団総合グランドや江東区新砂運動場など、多くの運動部は学外施設を賃借して活動している。
校内施設
- 本館
- 東館
- 西館(建物解体済み。新校舎が建設中である。)（円形校舎である[6]）
- 南1号館
- 南2号館
- 体育館
- 校庭（テニスコート2面）
- 現在新校舎を建設中

校外施設
- 八千穂山荘 長野県南佐久郡 - 林間学校などで使用される。
- 大村記念館・研修センター JR亀戸駅駅前
- 白井グラウンド 千葉県白井市 - 夜間照明を備えた両翼95メートルの硬式野球部専用グラウンドと室内練習場がある。
  - アクセス - 千葉県白井市富士216[7]。白井市立白井第三小学校近傍に位置する。北総鉄道北総線「西白井駅」から徒歩約20分。
- 貫行寮（千葉県白井市） - 硬式野球部員専用の寮で、定員は60名。場所は白井グラウンドと同じ敷地にある。

## 部活動
運動部では、硬式野球部やサッカー部、男子バレーボール部、男女バドミントン部、ハンドボール部が全国大会に出場している。
文化部では、吹奏楽部が全日本吹奏楽コンクールに12回出場し、1993年～1995年に3年連続金賞を受賞したことがある。ただし、1996年の3年連続全国大会金賞受賞により不出場以降は、全国に出ていない。
過去には相撲部も存在し、関東大会で優勝する選手や国体で活躍する選手を輩出していた。相撲場は現在取り壊されている。
運動部（2024年8月時点）
- 硬式野球部

全国高等学校野球選手権大会（夏の甲子園）・9回出場（1985年ベスト8、1990年1回戦敗退、1994年1回戦敗退、2008年ベスト16、2010年ベスト8、2015年ベスト4、2016年1回戦敗退、2019年ベスト8、2024年準優勝）
選抜高等学校野球大会（春のセンバツ）・7回出場（1986年1回戦敗退、1987年準優勝、2008年1回戦敗退、2012年ベスト4、2014年2回戦敗退、2016年1回戦敗退、2024年1回戦敗退）
- サッカー部

インターハイ（全国高校総体）・5回出場（2007年ベスト16、2015年ベスト4、2016年、2017年ベスト8、2018年ベスト16 ）
全国高校サッカー選手権大会・4回出場（2016年、2017年、2020年、2021年3位）
- ハンドボール部
- 男子バレーボール部
- 男子バドミントン部
- 女子バドミントン部
- 陸上部
- 軟式野球部
- 男子テニス部
- 女子テニス部
- 男子バスケットボール部
- 女子バスケットボール部
- 男子フットサル部
- 女子フットサル部
- 卓球部
- 剣道部
- 空手道部
- ダンス・DJ部
- チアリーダー部
- ダブルダッチ部
- 女子バレーボール同好会

文化部（2020年8月時点）
- 吹奏楽部
- 合唱部
- 軽音楽部
- 演劇部
- 書道部
- 美術部
- 漫画研究部
- 放送部
- 写真部
- クッキング部
- 競技かるた部
- インターナショナルクラブ
- インターアクトクラブ
- サイエンスクラブ
- クイズ研究部
- 文芸同好会
- Esports部

## 交通
出典 : 
電車
- JR総武線新小岩駅より徒歩15分

バス
| 乗車駅   | 系統           | 下車停留所                   | 運行事業者 |
| -------- | -------------- | ---------------------------- | ---------- |
| 新小岩駅 | 新小21・新小22 | 「江戸川高校前」、徒歩8分    | ■都営      |
| 葛西駅   | 平23・錦25     | 「小松川警察署前」、徒歩12分 | ■都営      |
| 亀戸駅   | 亀26           | 「小松川警察署前」、徒歩12分 | ■都営      |
| 両国駅   | 錦27           | 「小松川警察署前」、徒歩12分 | ■都営      |

## 著名な出身者

### プロ野球
- 田村藤夫 - 元プロ野球選手
- 古賀道人- 元プロ野球選手
- 三輪隆 - 元プロ野球選手
- 鈴木浩文 - 元プロ野球選手
- 酒井弘樹 - 元プロ野球選手
- 山﨑健 - 元プロ野球選手
- 山本保司 - 元プロ野球選手
- 武田勝 - 元プロ野球選手
- 中村祐太 - プロ野球選手（埼玉西武ライオンズ）
- 山下幸輝 - 元プロ野球選手
- オコエ瑠偉 - プロ野球選手（楽天イーグルスー読売巨人）
- 石橋康太 - プロ野球選手（中日ドラゴンズ）
- 佐藤奨真 - 元プロ野球選手
- 井坪陽生 - プロ野球選手（阪神タイガース）
- 坂井遼 - プロ野球選手（千葉ロッテマリーンズ）

### サッカー
- エリエジオ・サントス・サンタナ - サッカー選手
- 岡田大 - サッカー選手
- 渋谷飛翔 - サッカー選手
- ダニロ・マトス・ダ・シルバ - サッカー選手
- 篠原友哉 - サッカー選手
- 笠井佳祐 ‐ サッカー選手

### バドミントン
- 佐々木翔 - バドミントン選手
- 佐藤翔治 - バドミントン選手
- 武下利一 - バドミントン選手

### 格闘技
- 須藤元気 - 総合格闘家、参議院議員
- 井上雄策 - 総合格闘家、YouTuber
- 安藤達也 - 総合格闘家
- 福田健吾 - プロボクサー、俳優　※新田高校から転入
- 十文字友和 - 大相撲力士　※中退

### 芸能
- 今井茂雄 - 俳優、放送作家
- 剛たつひと - 俳優

### その他
- 藤村一人 - 株式会社フジムラ代表取締役会長　※中退